# Hugh Archibald Clarke
Hugh Archibald Clarke (* 18. August 1839 in oder bei Toronto, Ontario; † 16. Dezember 1927 in Philadelphia) war ein kanadischer Komponist.
Clarke war seit 1859 Organist in Philadelphia. 1875 wurde er, als Erster in den USA neben John Knowles Paine (Harvard), Musikprofessor an der University of Pennsylvania, wo er Harmonielehre und Kontrapunkt unterrichtete. Zu seinen Schülern zählten der Komponist William Wallace Gilchrist, der Musikwissenschaftler Otto Edwin Albrecht und seine eigene Tochter, die Komponistin und Dichterin Helen A. Clarke.
Für sein Hauptwerk, die Schauspielmusik zu den Arachnern von Aristophanes, wurde ihm ein Ehrendoktortitel verliehen. Neben seinen Kompositionen verfasste er eine Reihe musikwissenschaftlicher Schriften.

## Werke
- The Music of the Spheres, Kantate, 1880
- Acharnians, Musik zum Schauspiel von Aristophanes, 1886
- Jerusalem, Oratorium, 1890
- Iphigenia in Tauris, Musik zum Schauspiel von Euripides, 1903